# Rockwall
Rockwall ist die Bezirkshauptstadt und Sitz der Countyverwaltung (County Seat) des Rockwall County im US-Bundesstaat Texas in den Vereinigten Staaten. Das U.S. Census Bureau hat bei der Volkszählung 2020 eine Einwohnerzahl von 47.251 ermittelt.

## Geographie
Die Stadt liegt am Lake Ray Hubbard etwa 15 Kilometer östlich von Dallas und hat eine Gesamtfläche von 58,7 km², wovon 1,0 km² Wasserfläche ist.

## Demografische Daten
Nach der Volkszählung im Jahr 2000 lebten hier 17.976 Menschen in 6.605 Haushalten und 5.158 Familien. Die Bevölkerungsdichte betrug 311,5 Einwohner pro km². Ethnisch betrachtet setzte sich die Bevölkerung zusammen aus 91,35 % weißer Bevölkerung, 3,00 % Afroamerikanern, 0,38 % amerikanischen Ureinwohnern, 1,39 % Asiaten, 0,03 % Bewohnern aus dem pazifischen Inselraum und 2,57 % aus anderen ethnischen Gruppen. Etwa 1,28 % waren gemischter Abstammung und 6,44 % der Bevölkerung waren spanischer oder lateinamerikanischer Abstammung.
Von den 6.605 Haushalten hatten 39,4 % Kinder unter 18 Jahre, die im Haushalt lebten. 66,8 % davon waren verheiratete, zusammenlebende Paare. 8,7 % waren allein erziehende Mütter und 21,9 % waren keine Familien. 18,6 % aller Haushalte waren Singlehaushalte und in 5,4 % lebten Menschen, die 65 Jahre oder älter waren. Die Durchschnittshaushaltsgröße betrug 2,68 und die durchschnittliche Größe einer Familie belief sich auf 3,06 Personen.
27,5 % der Bevölkerung waren unter 18 Jahre alt, 6,9 % von 18 bis 24, 30,9 % von 25 bis 44, 25,1 % von 45 bis 64, und 9,7 % die 65 Jahre oder älter waren. Das Durchschnittsalter war 37 Jahre. Auf 100 weibliche Personen aller Altersgruppen kamen 95,5 männliche Personen. Auf 100 Frauen im Alter von 18 Jahren und darüber kamen 92,1 Männer.
Das jährliche Durchschnittseinkommen eines Haushalts betrug 65.411 USD, das Durchschnittseinkommen einer Familie 75.121 USD. Männer hatten ein Durchschnittseinkommen von 55.370 USD gegenüber den Frauen mit 35.139 USD. Das Prokopfeinkommen betrug 29.843 USD. 3,9 % der Bevölkerung und 3,2 % der Familien lebten unterhalb der Armutsgrenze. Davon waren 4,6 % Kinder und Jugendliche unter 18 Jahren und 3,0 % waren 65 oder älter.

## Söhne und Töchter der Stadt
- John A. Focht (1923–2010), Geotechniker, Mitglied der National Academy of Engineering
- Alex Jones (* 1974), Radiomoderator und Verschwörungstheoretiker, in Rockwall aufgewachsen
- Travis Tedford (* 1988), Schauspieler
- Jaxon Smith-Njigba (* 2002), American-Football-Spieler